# Watertoren (Woudenberg)
De watertoren in Woudenberg aan de Stationsweg Oost 202, is in 1937 in opdracht van de 'N.V. Veenendaalse Waterleidingsmaatschappij' gebouwd. Hij heeft een hoogte van 34,5 meter en één betonnen waterreservoir met een inhoud van 205 m³. Onder het reservoir bevinden zich vier verdiepingen. Het functionele betonskelet is onder een gestileerde baksteenarchitectuur is verdwenen en heeft de uitstraling van art deco. Naast de watertoren staan een pompstation en twee reinwaterkelders. Bij de bouw zijn de kosten op fl 19.000,- geraamd.

In de loop van de tijd zijn er een aantal aanpassingen geweest. Zo is er in 1971 een filtergebouw en een reinwaterkelder gebouwd. In 1990 is er door de toenmalige waterleidingbedrijf Midden Nederland een proeffilterinstallatie gebouwd. In 1994 zijn er aanpassingen aan het pompstation verricht en is deze vergroot. Bij een recente restauratie heeft het beton een crèmekleur gekregen en de ramen en deuren bordeauxrood.
Amersfoort ·
Baarn ·
Bilthoven ·
Breukelen ·
Bunnik ·
Doorn ·
Lopik ·
Maarsbergen ·
Maarssen ·
Meerkerk ·
Mijdrecht ·
Nieuwegein ·
Oudewater ·
Rhenen ·
Soest ·
Soestdijk ·
Utrecht (Amsterdamsestraatweg 380 ·
Heuveloord ·
De Inktpot ·
Neckardreef ·
Spoorwegmuseum ·
Riouwstraat ·
Lauwerhof) ·
Vianen ·
Woerden ·
Woudenberg ·
Zeist